# Yankı Erel
Yankı Erel (ur. 25 września 2000 w Tekirdağ) – turecki tenisista, zwycięzca juniorskiego Wimbledonu 2018 w grze podwójnej, reprezentant kraju w rozgrywkach Pucharu Davisa.

## Kariera tenisowa
W karierze wygrał trzy singlowe oraz jeden deblowy turniej rangi ITF.
W 2018 roku, startując w parze z Otto Virtanenen zwyciężył w juniorskim Wimbledonu w grze podwójnej. W finale debel pokonał Nicolása Mejíę oraz Ondřeja Štylera.
Najwyżej sklasyfikowany w rankingu gry pojedynczej był na 536. miejscu (25 października 2021), a w klasyfikacji gry podwójnej na 656. pozycji (1 listopada 2021).

### Finały juniorskich turniejów wielkoszlemowych w grze podwójnej (1–0)
| Końcowy wynik | Nr | Data          | Turniej           | Nawierzchnia | Partner       | Przeciwnicy                 | Wynik finału |
| ------------- | -- | ------------- | ----------------- | ------------ | ------------- | --------------------------- | ------------ |
| Zwycięzca     | 1. | 15 lipca 2018 | Wimbledon, Londyn | Trawiasta    | Otto Virtanen | Nicolás Mejía Ondřej Štyler | 7:6(5), 6:4  |